# 謝菲·基士圖
傑弗里·巴巴·基士圖（1993年2月2日—），烏干達人，司職中場，是一名越南外籍足球運動員。

## 生涯

### 職業生涯
- 2012年－2013年：效力西貢春城水泥。[1]
- 2014年1月：效力哥馬希亞（英语：Gor Mahia F.C.），並參加了肯雅足球超級聯賽。[2]
- 2015年：效力廣寧煤炭。[1]

### 國家隊生涯
- 2012年：傑弗里·基士圖入選國家隊。

## 外部連結
- 謝菲·基士圖在 National-Football-Teams.com 上的出场纪录